# Triumviri reficiendis aedibus
Triumviri reficiendis aedibus van ser uns magistrats extraordinaris romans elegits pels comicis tribunats que van existir durant el temps de la Segona Guerra Púnica i potser també alguns anys després d'aquesta.
Van ser nomenats amb la missió de reconstruir o restaurar algun edificis i sobretot alguns temples, destruïts principalment per la guerra contra els cartaginesos. No se sap perquè van exercir aquestes funcions, normalment reservades als censors.